# Acsalag
Acsalag è un comune di 469 abitanti situato nella contea di Győr-Moson-Sopron, nell'Ungheria nordoccidentale.